# Chiesa di San Tommaso (Montebotolino)
La chiesa di San Tommaso è un edificio sacro che si trova a Montebotolino, nel comune di Badia Tedalda in provincia di Arezzo.

## Storia e descrizione
Fu chiesa di un castello posseduto in origine dalla nobile famiglia dei Cattaneo di Montebotolino, passato poi alla fine del XIII secolo tra i territori sottoposti all'abbazia di San Michele Arcangelo dei Tedaldi.
La chiesa occupa la parte più antica dell'abitato di Montebotolino, originato dal castello, e conserva un campanile impostato su una preesistente torre difensiva.
All'interno è conservata una bella pala d'altare in terracotta invetriata con l'Incredulità di San Tommaso, eseguita nella seconda metà del XVI secolo e commissionata da un certo Gnognio di Salvatore di Montebotolino.